# Sierra de Liencres

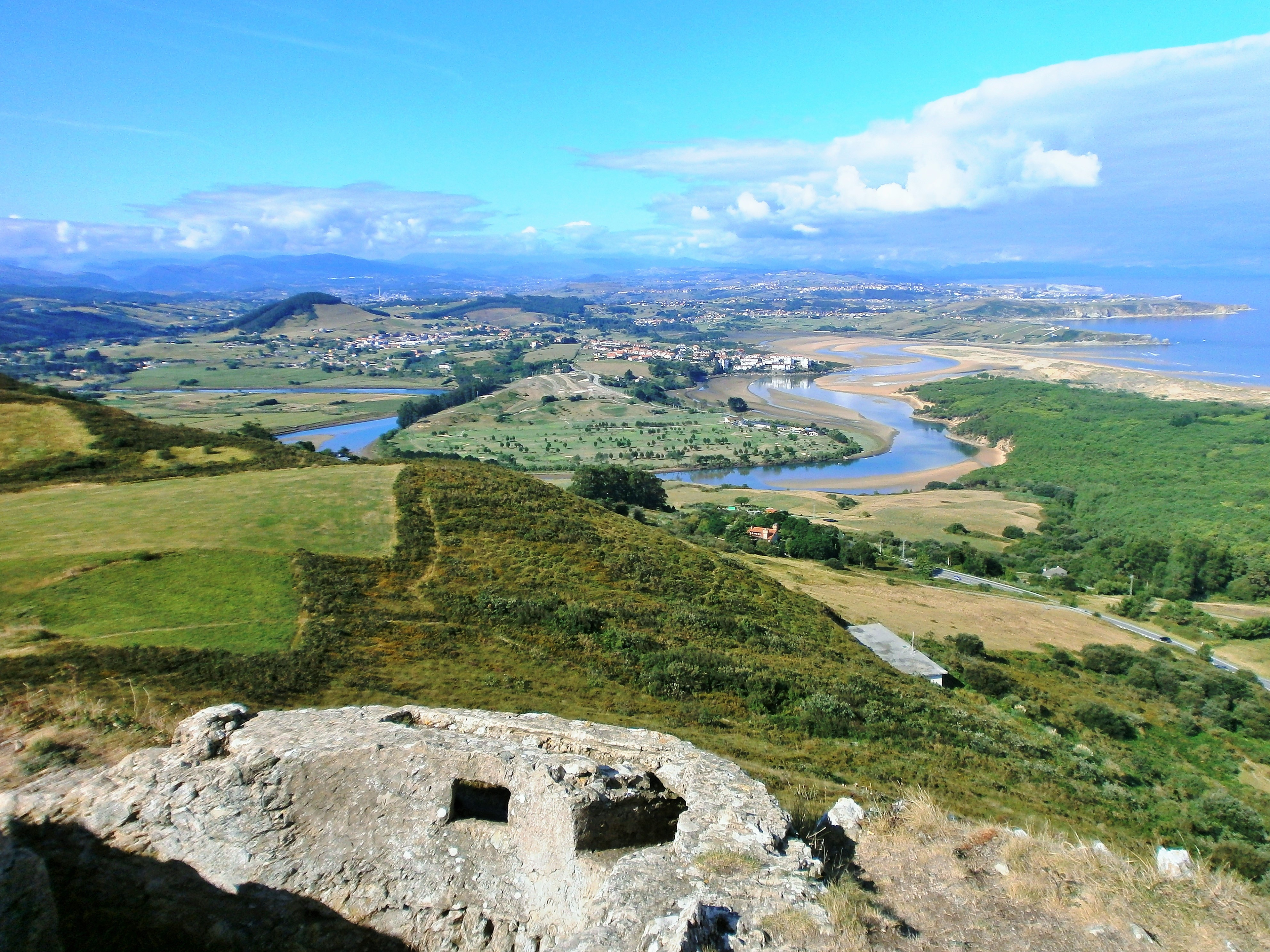
Vista desde uno de los nidos de ametralladoras existentes en El Tolío.

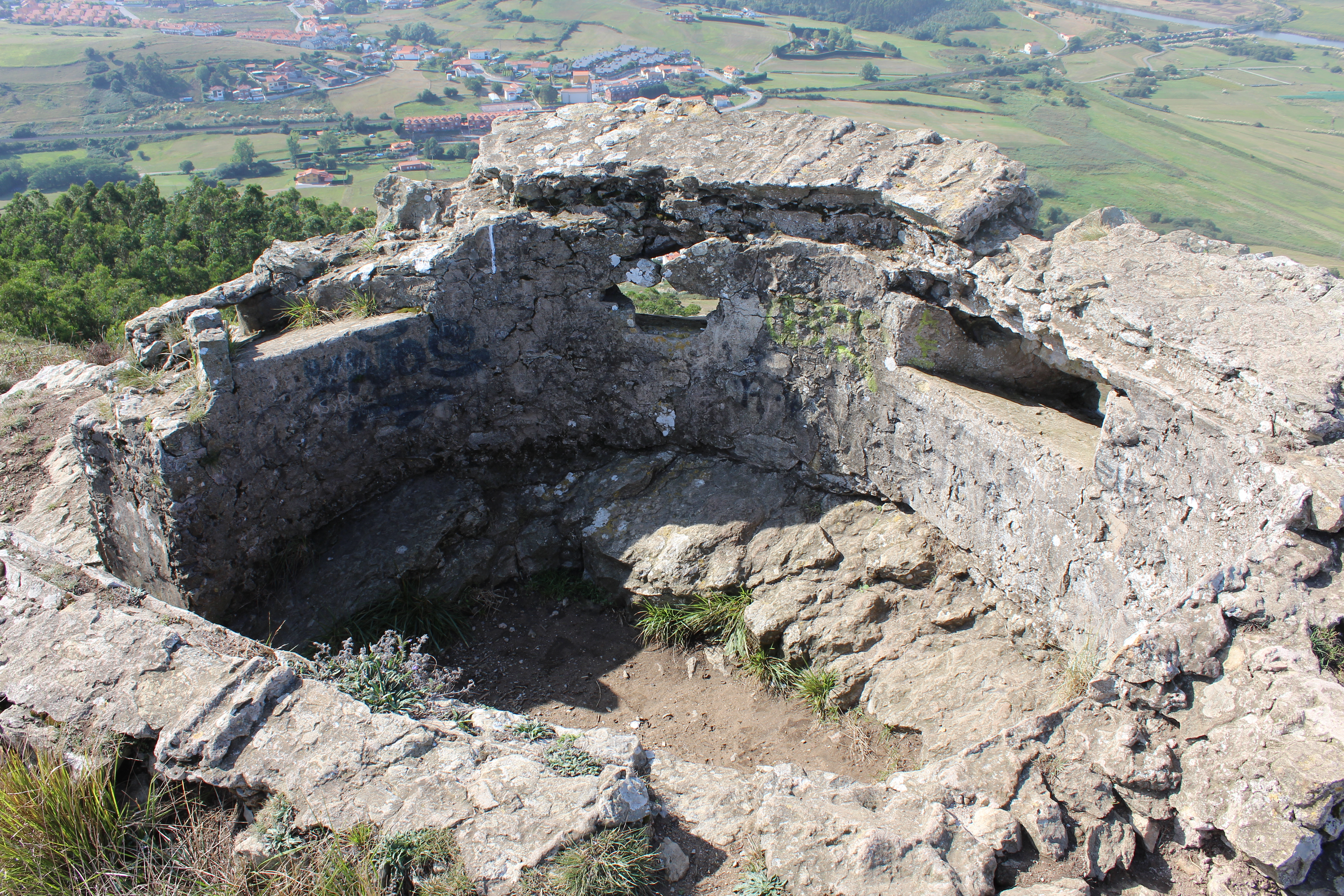
Un nido de ametralladoras de la Guerra Civil en la sierra de Liencres.

La sierra de Liencres es un macizo litoral calizo con forma de «C» situado en el municipio de Piélagos (Cantabria), al norte de España. Su cordal apenas supera los cuatro kilómetros desde Boo de Piélagos al oeste hasta Liencres en el este.
La mayor cota de la sierra se sitúa en La Picota, a 238,1 m s. n. m., que domina la ría de Mogro. Además, sobre ella se hallan los restos del castillo de Pedraja. Las siguientes alturas reseñables son El Doblo (232,5 m) y El Tolío, a 224,4 m. Estos lugares ofrecen una amplia visión del parque natural de las dunas de Liencres, que alberga el biotopo dunar más importante del Cantábrico. Muy cerca de la cima de El Tolío, erróneamente llamado Tolio, está la cueva de los Cirios. Junto a Mortera existe otra cueva, la de las Penas o de los Perros, en la que se han encontrado, entre muchas otras cosas, broches de la época visigoda y restos humanos.
En toda la sierra existen nidos de ametralladoras de la Guerra Civil. Suman más de 20. Se puede acceder a La Picota desde Mortera (45 min.) o desde Boo de Piélagos (también a 45 min.).
A El Tolío se puede acceder desde Mortera (45 min.) o Boo de Piélagos (1 h., 10 min.).

## Cumbres
| Nombre                | Altitud (m) |
| --------------------- | ----------- |
| La Picota             | 238,2       |
| El Doblo              | 232,5       |
| El Tolío o Peña Mayor | 224,4       |
| Montes espinales      | 202,3       |
| La Pepía              | 183,3       |
| Castillo              | 151,7       |
| Alto de El Cuco       | 136,6       |

## Impactos
La topografía de la cara sur de la zona de El Cuco, situada en la parte más meridional de la sierra, muestra importantes alteraciones causadas por la construcción y posterior demolición de una urbanización en dicha ladera.
La urbanización Alto de El Cuco, aprobada en el año 2004 por el ayuntamiento de Piélagos, gobernado por el PP con mayoría, el cual dio luz verde a la operación a pesar de que la Comisión Regional de Ordenación del Territorio y Urbanismo -un organismo consultivo dependiente del Gobierno de Cantabria- había emitido un informe desfavorable. Al final, el Plan Parcial se aprobó con los votos del PP más dos concejales no adscritos, que se habían salido de esta formación y que al mes siguiente de la votación se integraron al equipo de Gobierno con un sueldo por dedicación exclusiva. Esta urbanización fue denunciada por la asociación ecologista ARCA y declarada ilegal en el 2007 por el Tribunal Superior de Justicia de Cantabria y en 2011 por el Tribunal Supremo.
En el año 2016 se inició la demolición de los edificios así como la posterior recuperación ambiental.